# Cnova
Cnova est une entreprise du commerce électronique de droit néerlandais fondée en juin 2014 pour rassembler l'ensemble des activités de commerce en ligne du groupe Casino. Orientée sur les marchés français et européen à travers sa filiale Cdiscount, la société Cnova, dont le siège social est situé à Amsterdam aux Pays-Bas, est dirigée par Emmanuel Grenier depuis février 2016. L'entreprise est cotée à l'Euronext et a pour actionnaire majoritaire le groupe Casino. Elle a réalisé en 2020 un chiffre d'affaires de 2,2 milliards d'euros.

## Histoire
En 1998, les frères Hervé, Christophe et Nicolas Charle créent le site de commerce en ligne Cdiscount, pour revendre des CD et DVD d'occasion. En 2000, le groupe Casino entre au capital de la société. Il porte en septembre 2008 sa participation directe et indirecte à 79,6 % du capital. En janvier 2011, Casino rachète la participation des frères Charle et détient alors la quasi-totalité du capital de Cdiscount. L'activité de Cdiscount se développe dans les années 2000 au-delà de la vente de CD et DVD avec les produits techniques en 2001, l'électroménager en 2004.
En parallèle, le groupe Casino prend le contrôle en Amérique latine de deux importants groupes de distribution : GPA au Brésil et Groupe Éxito en Colombie. Les deux sociétés disposent également d'importantes activités sur le commerce en ligne. En 2014, Casino créé la société Cnova, pour rassembler l'ensemble de ses activités de commerce en ligne, en France et à l'international,.
À la suite du ralentissement de ses activités en Amérique latine, portée par une affaire de fraude comptable déterminant une perte globale de 275 millions d'euros en 2015, ainsi qu'à la revente des filiales du groupe Casino en Asie, Cnova se reconcentre exclusivement sur Cdiscount et les marchés français et européens en 2016. Toutes les autres activités sont vendues, arrêtées, ou réorganisées,.
Cnova a réalisé en 2020 un chiffre d'affaires de 2,2 milliards d'euros et un résultat net annuel en négatif de 21,4 millions d'Euros.
En juin 2021, Cnova annonce envisager un placement d'actions nouvelles pour un montant d'environ 300 millions d'euros.